# Seznam hokejistů draftovaných týmem Chicago Blackhawks

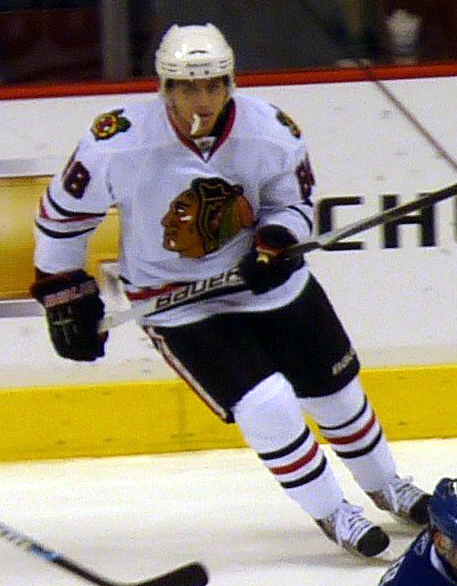
Patrick Kane byl draftován z 1. místa v roce 2007.

Toto je kompletní seznam hokejistů, kteří byli draftováni v NHL do týmu Chicago Blackhawks. To zahrnuje každého hráče, který byl draftován, bez ohledu na to, zda hrál za tým.

## Draft 1. kola

### Historie prvního kola
| †  | Hráč který byl vybrán do hokejové síně slávy                            | Hráč který byl vybrán do hokejové síně slávy                            | Hráč který byl vybrán do hokejové síně slávy                            |
| *  | Draftován z 1. místa                                                    | Draftován z 1. místa                                                    | Draftován z 1. místa                                                    |
| ≠  | Hráč který neodehrál žádný zápas v NHL                                  | Hráč který neodehrál žádný zápas v NHL                                  | Hráč který neodehrál žádný zápas v NHL                                  |
| *† | Hráč který byl draftován z 1. místa a byl vybrán do hokejové síně slávy | Hráč který byl draftován z 1. místa a byl vybrán do hokejové síně slávy | Hráč který byl draftován z 1. místa a byl vybrán do hokejové síně slávy |

| Rok  | Místo | Hráč                  | Pozice       | Stát       | Předchozí tým (liga)                          |
| ---- | ----- | --------------------- | ------------ | ---------- | --------------------------------------------- |
| 1963 | 5     | Art Hampson≠          | Obránce      | Kanada     | Trenton Midgets (?)                           |
| 1964 | 4     | Richie Bayes≠         | Centr        | Kanada     | Dixie Midgets (?)                             |
| 1965 | 2     | Andy Culligan≠        | ?            | Kanada     | St. Michael's Jr. B (Toronto)                 |
| 1966 | 3     | Terry Caffery         | Centr        | Kanada     | Toronto Marlboros (OHA)                       |
| 1967 | 7     | Bob Tombari≠          | Levé křídlo  | Kanada     | Sault Ste. Marie (?)                          |
| 1968 | 9     | John Marks            | Obránce      | Kanada     | U. of North Dakota (WCHA)                     |
| 1969 | 13    | Jean-Pierre Bordeleau | Pravé křídlo | Kanada     | Montreal Junior Canadiens (OHA)               |
| 1970 | 14    | Dan Maloney           | Levé křídlo  | Kanada     | London Knights (OHA)                          |
| 1971 | 12    | Dan Spring≠           | Útočník      | Kanada     | Edmonton Oil Kings (WCHL)                     |
| 1972 | 13    | Phil Russell          | Obránce      | Kanada     | Edmonton Oil Kings (WCHL)                     |
| 1973 | 13    | Darcy Rota            | Útočník      | Kanada     | Edmonton Oil Kings (WCHL)                     |
| 1974 | 16    | Grant Mulvey          | Útočník      | Kanada     | Calgary Centennials (WCHL)                    |
| 1975 | 7     | Greg Vaydik           | Útočník      | Kanada     | Medicine Hat Tigers (WCHL)                    |
| 1976 | 9     | Real Cloutier         | Útočník      | Kanada     | Quebec Nordiques (WHA)                        |
| 1977 | 6     | Doug Wilson           | Obránce      | Kanada     | Ottawa 67's (OHA)                             |
| 1978 | 10    | Tim Higgins           | Útočník      | Kanada     | Ottawa 67's (OHA)                             |
| 1979 | 7     | Keith Brown           | Obránce      | Kanada     | Portland Winter Hawks (WHL)                   |
| 1980 | 3     | Denis Savard†         | Útočník      | Kanada     | Montreal Juniors (QMJHL)                      |
| 1980 | 15    | Jerry Dupont          | Obránce      | Kanada     | Toronto Marlboros (OHA)                       |
| 1981 | 12    | Tony Tanti            | Levé křídlo  | Kanada     | Oshawa Generals (OHL)                         |
| 1982 | 7     | Ken Yaremchuk         | Centr        | Kanada     | Portland Winter Hawks (WHL)                   |
| 1983 | 18    | Bruce Cassidy         | Obránce      | Kanada     | Ottawa 67's (OHL)                             |
| 1984 | 3     | Ed Olczyk             | Centr        | USA        | U.S. National Team                            |
| 1985 | 11    | Dave Manson           | Obránce      | Kanada     | Prince Albert Raiders (WHL)                   |
| 1986 | 14    | Everett Sanipass      | Levé křídlo  | Kanada     | Verdun Junior Canadiens (QMJHL)               |
| 1987 | 8     | Jimmy Waite           | Brankář      | Kanada     | Chicoutimi Sagueneens (QMJHL)                 |
| 1988 | 8     | Jeremy Roenick        | Centr        | USA        | Thayer Academy (Mass.)                        |
| 1989 | 6     | Adam Bennett          | Obránce      | Kanada     | Sudbury Wolves (OHL)                          |
| 1990 | 16    | Karl Dykhuis          | Obránce      | Kanada     | Hull Olympiques (QMJHL)                       |
| 1991 | 22    | Dean McAmmond         | Levé křídlo  | Kanada     | Prince Albert Raiders (WHL)                   |
| 1992 | 12    | Sergej Krivokrasov    | Pravé křídlo | Rusko      | HC CSKA Moskva (Superliga)                    |
| 1993 | 24    | Eric Lecompte≠        | Levé křídlo  | Kanada     | Hull Olympiques (QMJHL)                       |
| 1994 | 14    | Ethan Moreau          | Levé křídlo  | Kanada     | Niagara Falls Thunder (OHL)                   |
| 1995 | 19    | Dimitrij Nabokov      | Centr        | Rusko      | Křídla Sovětů Moskva (Superliga)              |
| 1996 | Nikdo | Nikdo                 | Nikdo        | Nikdo      | Nikdo                                         |
| 1997 | 13    | Daniel Cleary         | Levé křídlo  | Kanada     | Belleville Bulls (OHL)                        |
| 1997 | 16    | Ty Jones              | Levé křídlo  | Kanada     | Spokane Chiefs (2HL)                          |
| 1998 | 8     | Mark Bell             | Centr        | Kanada     | Ottawa 67's (OHL)                             |
| 1999 | 23    | Steve McCarthy        | Obránce      | Kanada     | Severstal Čerepovec (RSL)                     |
| 2000 | 10    | Michail Jakubov       | Centr        | Rusko      | HC Lada Togliatti 2 (Pervaja liga)            |
| 2000 | 11    | Pavel Vorobjov        | Pravé křídlo | Kazachstán | Jaroslavl Torpedo (Superliga)                 |
| 2001 | 9     | Tuomo Ruutu           | Centr        | Finsko     | Jokerit Helsinky (SM-liiga)                   |
| 2001 | 29    | Adam Munro            | Brankář      | Kanada     | Erie Otters (OHL)                             |
| 2002 | 21    | Anton Babčuk          | Obránce      | Ukrajina   | Elemaš Elektrostal (Vysšaja chokkejnaja liga) |
| 2003 | 14    | Brent Seabrook        | Obránce      | Kanada     | Lethbridge Hurricanes (WHL)                   |
| 2004 | 3     | Cam Barker            | Obránce      | Kanada     | Medicine Hat Tigers (WHL)                     |
| 2005 | 7     | Jack Skille           | Pravé křídlo | USA        | U.S. Junior National Team                     |
| 2006 | 3     | Jonathan Toews        | Centr        | Kanada     | U. of North Dakota (WCHA)                     |
| 2007 | 1*    | Patrick Kane          | Pravé křídlo | USA        | London Knights (OHL)                          |
| 2008 | 11    | Kyle Beach≠           | Levé křídlo  | Kanada     | Everett Silvertips (WHL)                      |
| 2009 | 28    | Dylan Olsen           | Obránce      | USA        | Camrose Kodiaks (AJHL)                        |
| 2010 | 24    | Kevin Hayes≠          | Útočník      | Kanada     | Nobles School (Mass.)                         |
| 2011 | 18    | Mark McNeill≠         | Centr        | Kanada     | Prince Albert Raiders (WHL)                   |
| 2011 | 26    | Phillip Danault≠      | Centr        | Kanada     | Victoriaville Tigres (QMJHL)                  |
| 2012 | 8     | Teuvo Teravainen≠     | Útočník      | Finsko     | Jokerit Helsinky (SM-liiga)                   |

### Celkový výběr

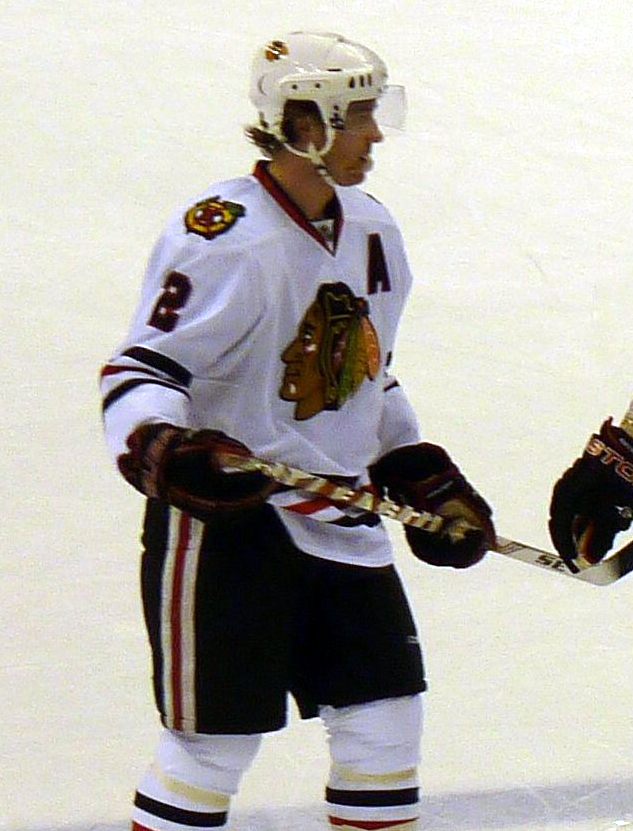
Duncan Keith byl draftován z 54. místa v roce 2002.

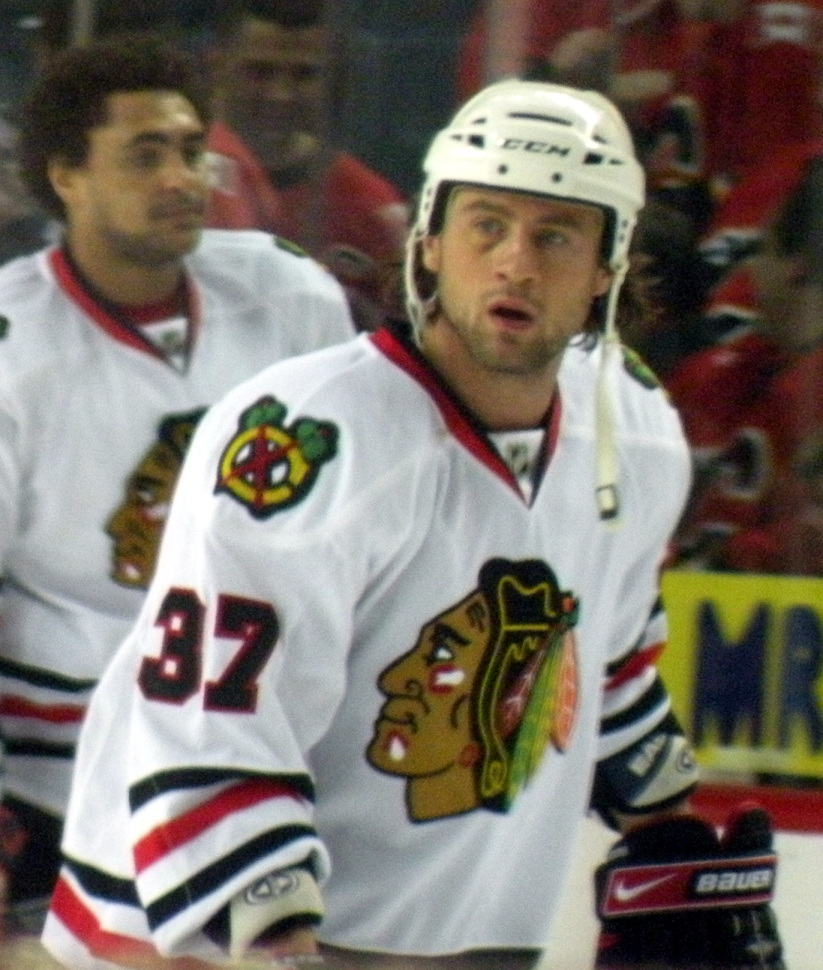
Adam Burish byl draftován z 282. místa v roce 2002.

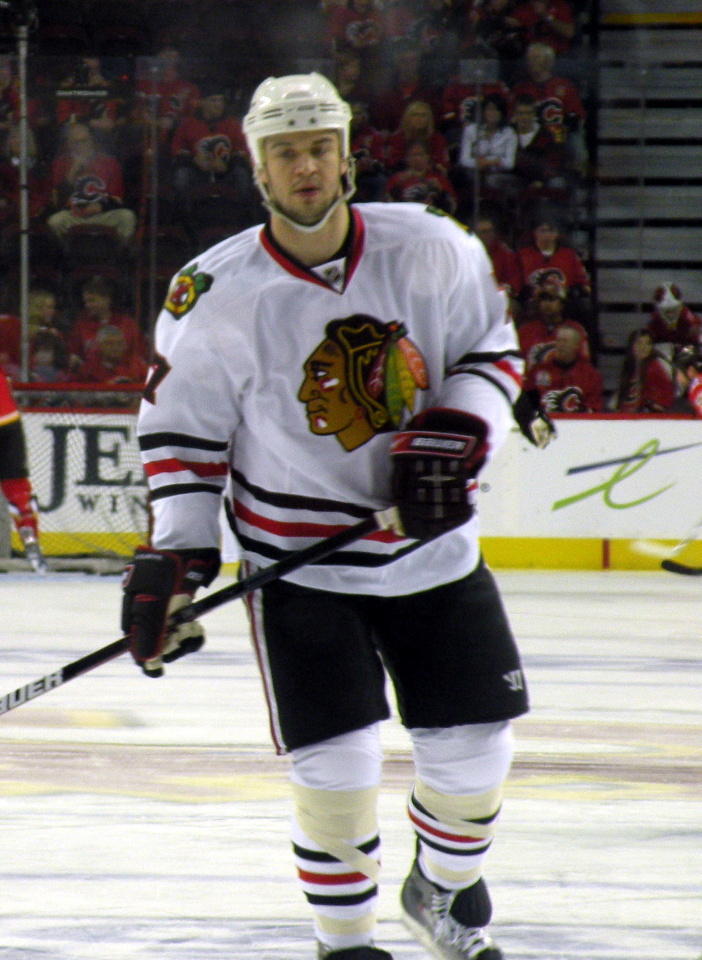
Brent Seabrook byl draftován ze 14. místa v roce 2003.

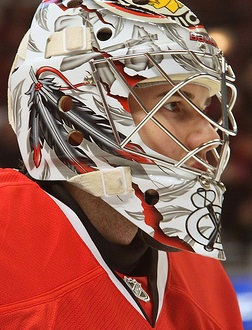
Corey Crawford byl draftován z 52. místa v roce 2003.

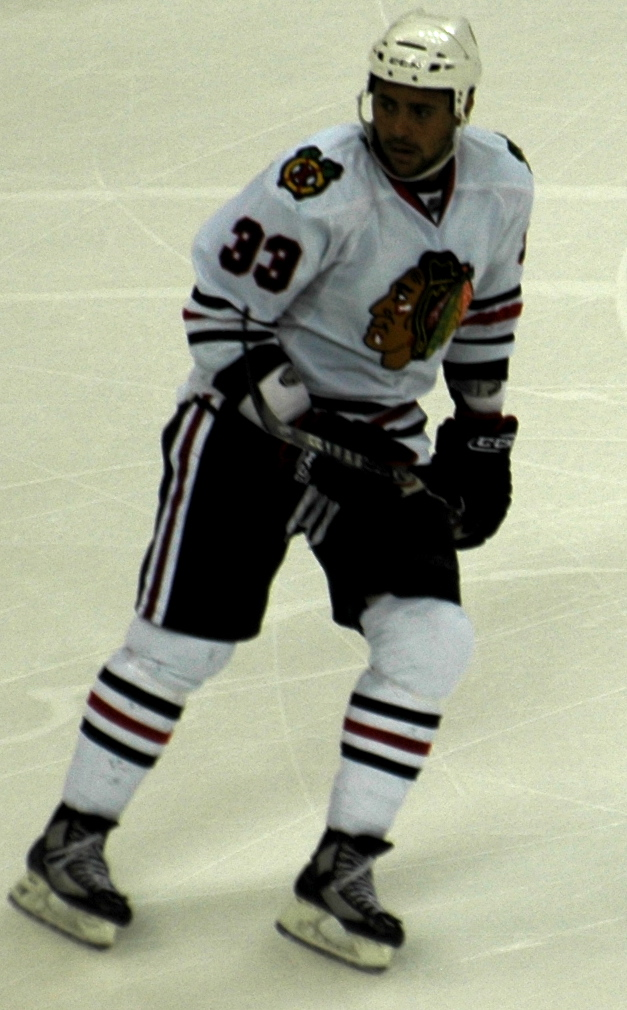
Dustin Byfuglien byl draftován z 245. místa v roce 2003.

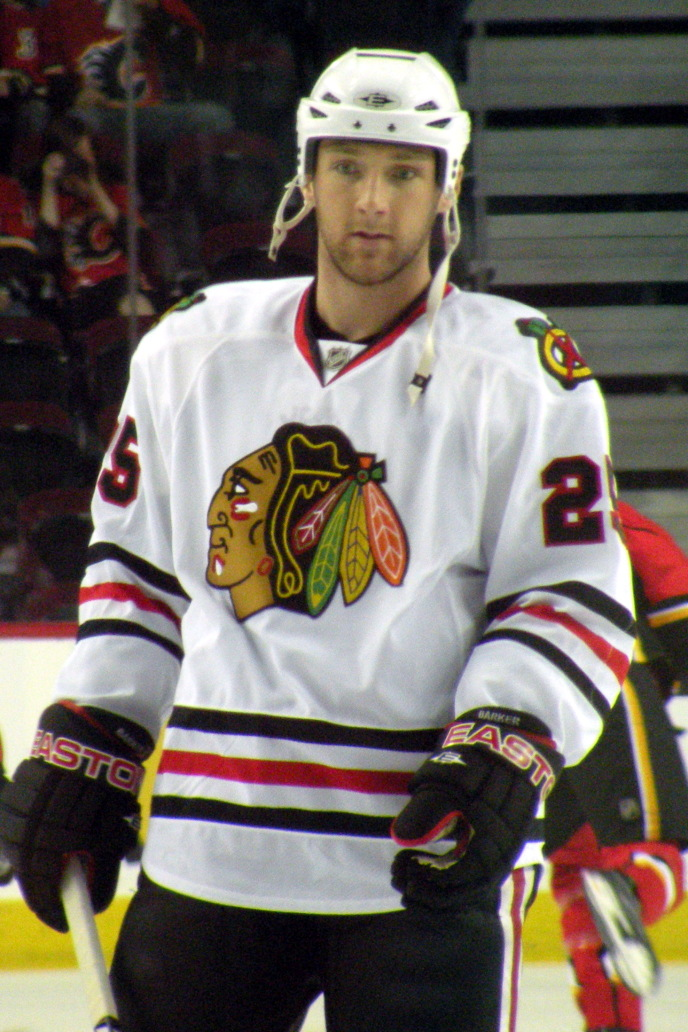
Cam Barker byl draftován ze 3. místa v roce 2004.

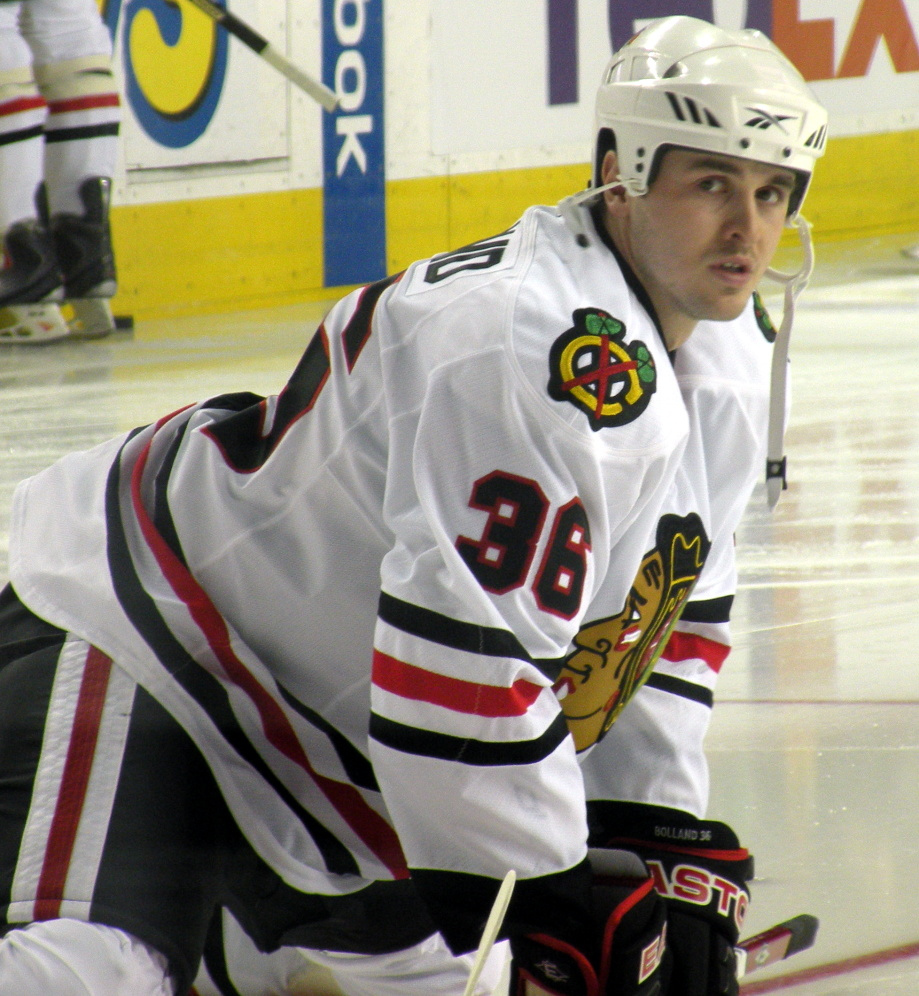
Dave Bolland byl draftován ze 32. místa v roce 2004.

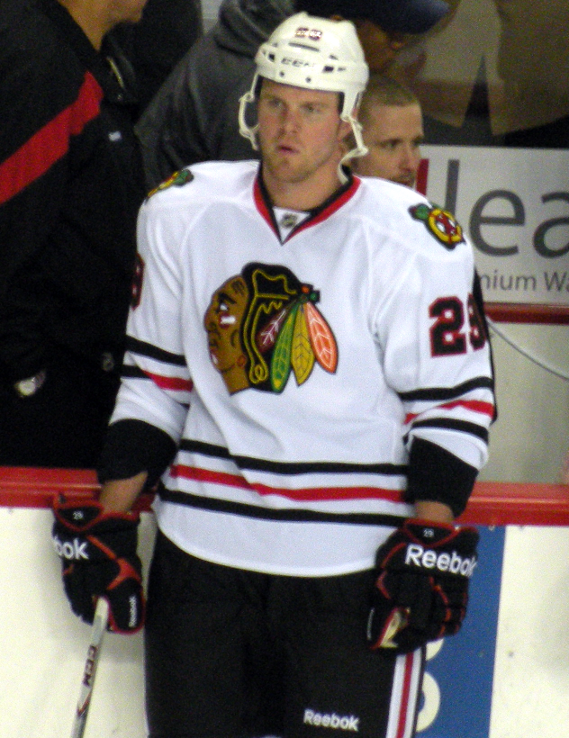
Bryan Bickell byl draftován ze 41. místa v roce 2004.

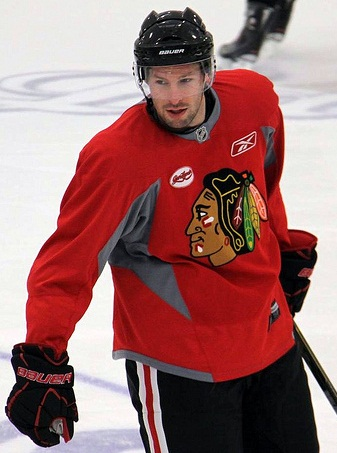
Troy Brouwer byl draftován ze 214. místa v roce 2004.

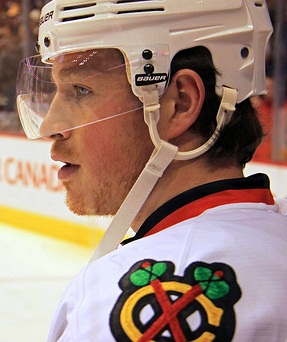
Jack Skille byl draftován ze 7. místa v roce 2005.

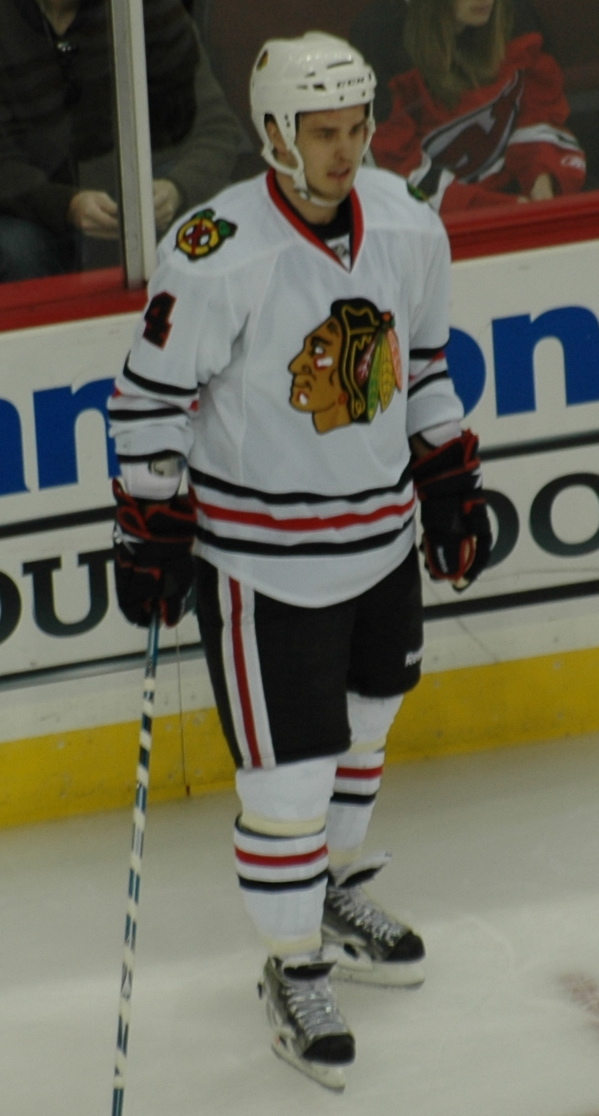
Niklas Hjalmarsson byl draftován ze 108. místa v roce 2005.

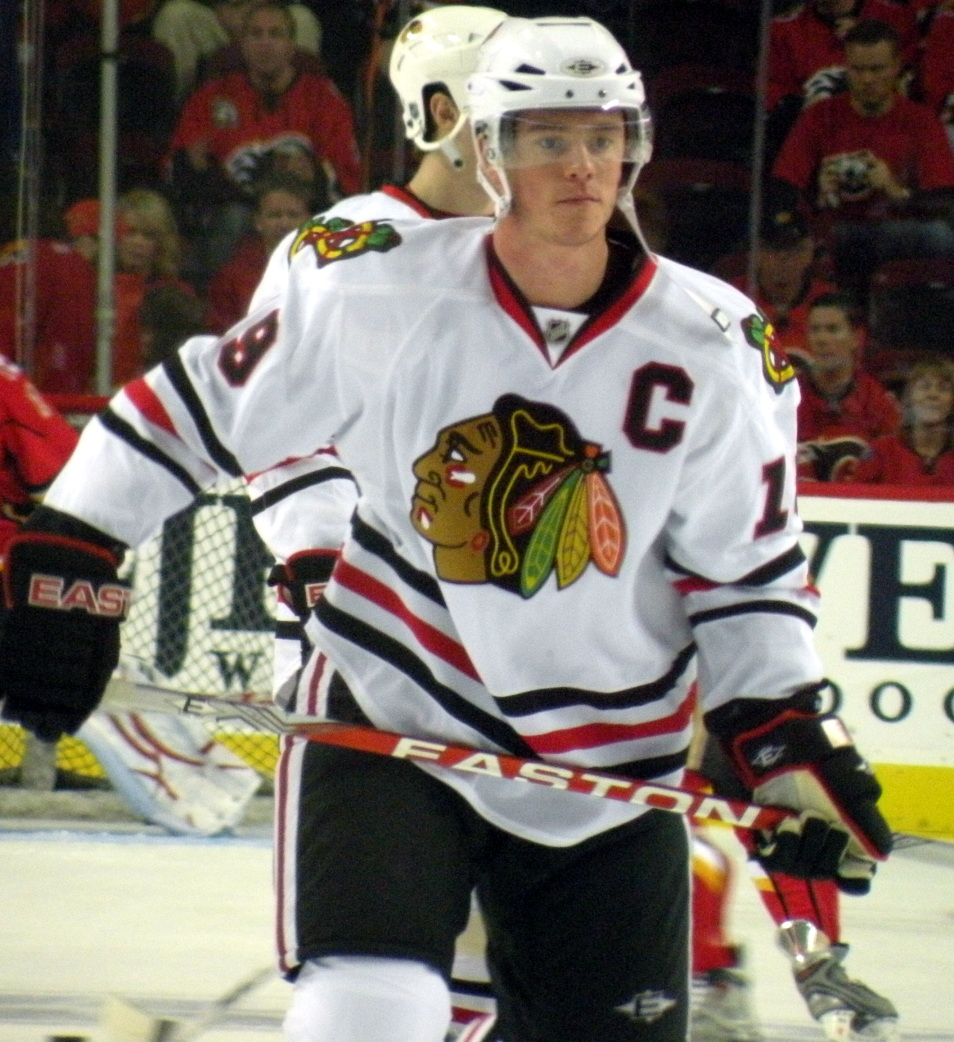
Jonathan Toews byl draftován ze 3. místa v roce 2006.

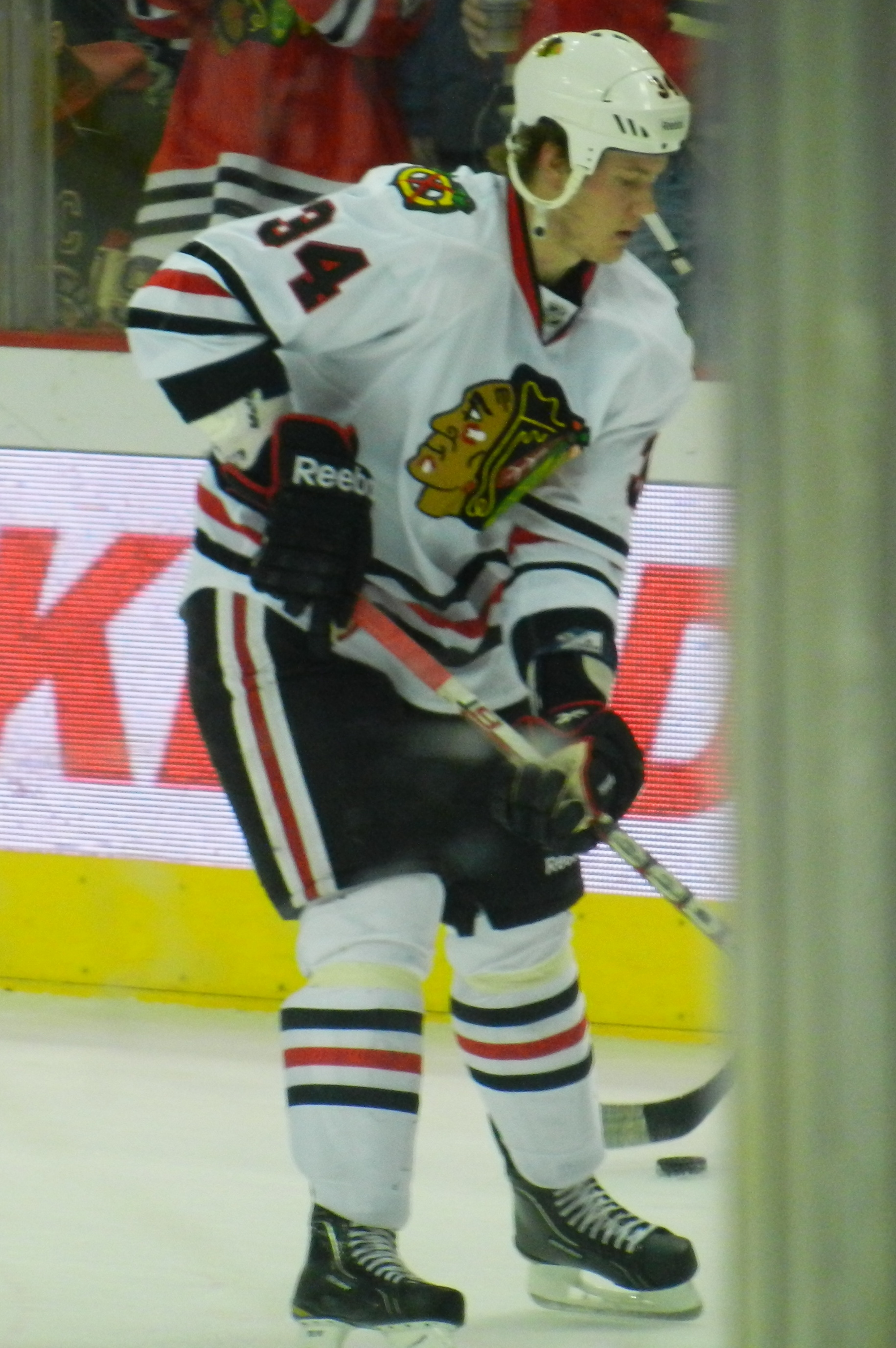
Dylan Olsen byl draftován z 28. místa v roce 2009.

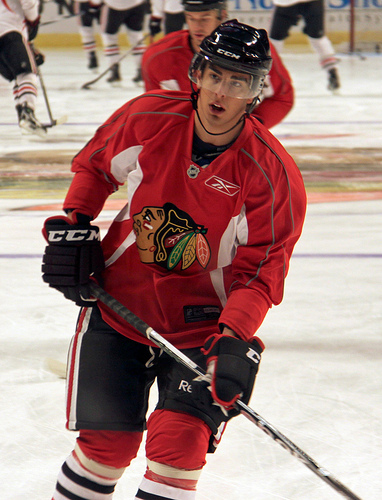
Brandon Pirri byl draftován z 59. místa v roce 2009.

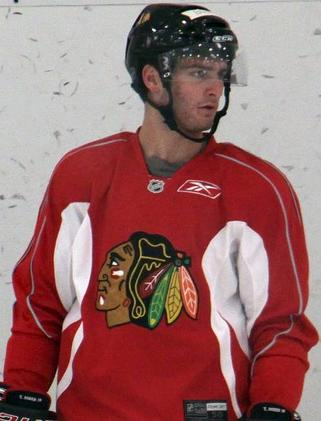
Brandon Saad byl draftován ze 43. místa v roce 2011.

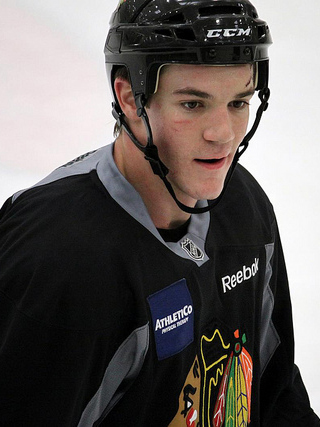
Andrew Shaw byl draftován ze 139. místa v roce 2011.

|  | Hráči kteří hráli nejméně jeden zápas v NHL |
|  | Hráči kteří si zahráli v NHL All-Star Game  |

| Rok  | Kolo | Místo | Hráč                    | Pozice       |
| ---- | ---- | ----- | ----------------------- | ------------ |
| 1963 | 1    | 5     | Art Hampson             | Obránce      |
| 1963 | 2    | 11    | Wayne Davidson          | Obránce      |
| 1963 | 3    | 16    | Bill Carson             | Obránce      |
| 1964 | 1    | 4     | Richie Bayes            | Centr        |
| 1964 | 2    | 10    | Jan Popiel              | Levé křídlo  |
| 1964 | 3    | 16    | Carl Hadfield           | Pravé křídlo |
| 1964 | 4    | 22    | Moe L'Abbé              | Centr        |
| 1965 | 1    | 2     | Andy Culligan           | Útočník      |
| 1965 | 2    | 7     | Brian McKenney          | Pravé křídlo |
| 1966 | 1    | 3     | Terry Caffery           | Centr        |
| 1966 | 2    | 9     | Ron Dussiaume           | Levé křídlo  |
| 1966 | 3    | 15    | Larry Gibbons           | Obránce      |
| 1966 | 4    | 21    | Brian Morenz            | Obránce      |
| 1967 | 1    | 7     | Bob Tombari             | Levé křídlo  |
| 1968 | 1    | 9     | John Marks              | Pravé křídlo |
| 1969 | 1    | 13    | Jean-Pierre Bordeleau   | Pravé křídlo |
| 1969 | 2    | 24    | Larry Romanchych        | Pravé křídlo |
| 1969 | 3    | 36    | Milt Black              | Pravé křídlo |
| 1969 | 4    | 48    | Darryl Maggs            | Obránce      |
| 1969 | 5    | 60    | Mike Baumgartner        | Obránce      |
| 1969 | 6    | 71    | Dave Hudson             | Centr        |
| 1970 | 1    | 14    | Dan Maloney             | Levé křídlo  |
| 1970 | 2    | 28    | Michel Archambault      | Levé křídlo  |
| 1970 | 3    | 42    | Len Frig                | Obránce      |
| 1970 | 4    | 56    | Walt Ledingham          | Centr        |
| 1970 | 5    | 70    | Gilles Meloche          | Brankář      |
| 1971 | 1    | 12    | Dan Spring              | Centr        |
| 1971 | 2    | 26    | Dave Kryskow            | Levé křídlo  |
| 1971 | 3    | 40    | Bob Peppler             | Levé křídlo  |
| 1971 | 4    | 54    | Clyde Simon             | Pravé křídlo |
| 1971 | 5    | 68    | Dean Blais              | Levé křídlo  |
| 1971 | 6    | 82    | Jim Johnston            | Centr        |
| 1972 | 1    | 13    | Phil Russell            | Obránce      |
| 1972 | 2    | 29    | Brian Ogilvie           | Centr        |
| 1972 | 3    | 45    | Mike Veisor             | Brankář      |
| 1973 | 1    | 13    | Darcy Rota              | Levé křídlo  |
| 1973 | 2    | 29    | Reg Thomas              | Brankář      |
| 1973 | 3    | 45    | Randy Holt              | Obránce      |
| 1973 | 4    | 61    | Dave Elliott            | Brankář      |
| 1973 | 5    | 77    | Dan Hinton              | Útočník      |
| 1973 | 6    | 93    | Gary Doerksen           | Levé křídlo  |
| 1973 | 7    | 109   | Wayne Dye               | Levé křídlo  |
| 1973 | 8    | 125   | Jim Koleff              | Útočník      |
| 1973 | 9    | 140   | Jack Johnson            | Obránce      |
| 1973 | 9    | 141   | Steve Alley             | Levé křídlo  |
| 1973 | 10   | 156   | Rick Clubbe             | Centr        |
| 1973 | 11   | 165   | Gene Strate             | Obránce      |
| 1974 | 1    | 16    | Grant Mulvey            | Pravé křídlo |
| 1974 | 2    | 34    | Alain Daigle            | Pravé křídlo |
| 1974 | 3    | 52    | Robert Frederick Murray | Obránce      |
| 1974 | 4    | 70    | Terry Ruskowski         | Centr        |
| 1974 | 5    | 88    | Dave Logan              | Obránce      |
| 1974 | 6    | 106   | Bob Volpe               | Brankář      |
| 1974 | 7    | 124   | Eddie Mio               | Brankář      |
| 1974 | 8    | 141   | Mike St. Cyr            | Obránce      |
| 1974 | 9    | 158   | Stephen Colp            | Centr        |
| 1974 | 10   | 173   | Rick Fraser             | Obránce      |
| 1974 | 11   | 188   | Jean Bernier            | Obránce      |
| 1974 | 12   | 200   | Dwane Byers             | Obránce      |
| 1974 | 13   | 210   | Glen Ing                | Pravé křídlo |
| 1975 | 1    | 7     | Greg Vaydik             | Centr        |
| 1975 | 2    | 25    | Daniel Arndt            | Levé křídlo  |
| 1975 | 3    | 43    | Mike O'Connell          | Obránce      |
| 1975 | 4    | 61    | Pierre Giroux           | Centr        |
| 1975 | 5    | 76    | Bob Hoffmeyer           | Obránce      |
| 1975 | 6    | 97    | Tom Ulseth              | Pravé křídlo |
| 1975 | 7    | 115   | Ted Bulley              | Levé křídlo  |
| 1975 | 8    | 133   | Paul Jensen             | Obránce      |
| 1976 | 1    | 9     | Réal Cloutier           | Pravé křídlo |
| 1976 | 2    | 27    | Jeff McDill             | Pravé křídlo |
| 1976 | 3    | 45    | Thomas Gradin           | Centr        |
| 1976 | 4    | 64    | Dave Debol              | Centr        |
| 1976 | 5    | 81    | Terry McDonald          | Centr        |
| 1976 | 6    | 99    | John Peterson           | Brankář      |
| 1976 | 7    | 115   | John Rothstein          | Pravé křídlo |
| 1977 | 1    | 6     | Doug Wilson             | Obránce      |
| 1977 | 2    | 19    | Jean Savard             | Centr        |
| 1977 | 4    | 60    | Randy Ireland           | Brankář      |
| 1977 | 5    | 78    | Gary Platt              | Obránce      |
| 1977 | 6    | 96    | Jack O'Callahan         | Obránce      |
| 1977 | 7    | 114   | Floyd Lahache           | Obránce      |
| 1977 | 8    | 129   | Jeff Geiger             | Obránce      |
| 1977 | 9    | 144   | Stephen Ough            | Obránce      |
| 1978 | 1    | 10    | Tim Higgins             | Pravé křídlo |
| 1978 | 2    | 29    | Doug Lecuyer            | Levé křídlo  |
| 1978 | 3    | 46    | Rick Paterson           | Centr        |
| 1978 | 4    | 63    | Brian Young             | Obránce      |
| 1978 | 5    | 79    | Mark Murphy             | Levé křídlo  |
| 1978 | 6    | 96    | Dave Feamster           | Obránce      |
| 1978 | 7    | 113   | Dave Mancuso            | Obránce      |
| 1978 | 8    | 130   | Sandy Ross              | Obránce      |
| 1978 | 9    | 147   | Mark Locken             | Brankář      |
| 1978 | 10   | 164   | Glenn Van               | Obránce      |
| 1978 | 11   | 179   | Darryl Sutter           | Levé křídlo  |
| 1979 | 1    | 7     | Keith Brown             | Obránce      |
| 1979 | 2    | 28    | Tim Trimper             | Levé křídlo  |
| 1979 | 3    | 49    | Bill Gardner            | Centr        |
| 1979 | 4    | 70    | Lou Begin               | Levé křídlo  |
| 1979 | 5    | 91    | Lowell Loveday          | Obránce      |
| 1979 | 6    | 112   | Doug Crossman           | Obránce      |
| 1980 | 1    | 3     | Denis Savard            | Centr        |
| 1980 | 1    | 15    | Jerry Dupont            | Obránce      |
| 1980 | 2    | 28    | Steve Ludzik            | Útočník      |
| 1980 | 2    | 30    | Ken Solheim             | Útočník      |
| 1980 | 2    | 36    | Len Dawes               | Obránce      |
| 1980 | 3    | 57    | Troy Murray             | Centr        |
| 1980 | 3    | 58    | Marcel Frere            | Levé křídlo  |
| 1980 | 4    | 67    | Carey Wilson            | Centr        |
| 1980 | 4    | 78    | Brian Shaw              | Levé křídlo  |
| 1980 | 5    | 99    | Kevin Ginnell           | Centr        |
| 1980 | 6    | 120   | Steve Larmer            | Pravé křídlo |
| 1980 | 7    | 41    | Sean Simpson            | Centr        |
| 1980 | 8    | 162   | Jim Ralph               | Brankář      |
| 1980 | 9    | 183   | Don Dietrich            | Obránce      |
| 1980 | 10   | 204   | Dan Frawley             | Pravé křídlo |
| 1981 | 1    | 12    | Tony Tanti              | Pravé křídlo |
| 1981 | 2    | 25    | Kevin Griffin           | Levé křídlo  |
| 1981 | 3    | 54    | Darrell Anholt          | Obránce      |
| 1981 | 4    | 75    | Perry Pelensky          | Pravé křídlo |
| 1981 | 5    | 96    | Doug Chessell           | Brankář      |
| 1981 | 6    | 117   | Bill Schafhauser        | Obránce      |
| 1981 | 7    | 138   | Marc Centrone           | Centr        |
| 1981 | 8    | 159   | Johan Mellstrom         | Levé křídlo  |
| 1981 | 9    | 180   | John Benns              | Levé křídlo  |
| 1981 | 10   | 201   | Sylvain Roy             | Obránce      |
| 1982 | 1    | 7     | Ken Yaremchuk           | Centr        |
| 1982 | 2    | 28    | Rene Badeau             | Obránce      |
| 1982 | 3    | 49    | Tom McMurchy            | Pravé křídlo |
| 1982 | 4    | 70    | Bill Watson             | Pravé křídlo |
| 1982 | 5    | 91    | Brad Beck               | Obránce      |
| 1982 | 6    | 112   | Mark Hatcher            | Obránce      |
| 1982 | 7    | 133   | Jay Ness                | Obránce      |
| 1982 | 8    | 154   | Jeff Smith              | Levé křídlo  |
| 1982 | 9    | 175   | Phil Patterson          | Pravé křídlo |
| 1982 | 10   | 196   | Jim Camazzola           | Levé křídlo  |
| 1982 | 11   | 217   | Mike James              | Obránce      |
| 1982 | 12   | 238   | Bob Andrea              | Obránce      |
| 1983 | 1    | 18    | Bruce Cassidy           | Obránce      |
| 1983 | 2    | 39    | Wayne Presley           | Pravé křídlo |
| 1983 | 3    | 59    | Marc Bergevin           | Obránce      |
| 1983 | 4    | 79    | Tarek Howard            | Obránce      |
| 1983 | 5    | 99    | Kevin Robinson          | Levé křídlo  |
| 1983 | 6    | 115   | Jari Torkki             | Levé křídlo  |
| 1983 | 6    | 119   | Mark LaVarre            | Pravé křídlo |
| 1983 | 7    | 139   | Scott Birnie            | Pravé křídlo |
| 1983 | 8    | 159   | Kent Paynter            | Obránce      |
| 1983 | 9    | 179   | Brian Noonan            | Centr        |
| 1983 | 10   | 199   | Dominik Hašek           | Brankář      |
| 1983 | 11   | 219   | Steve Pepin             | Centr        |
| 1984 | 1    | 3     | Ed Olczyk               | Pravé křídlo |
| 1984 | 3    | 45    | Trent Yawney            | Obránce      |
| 1984 | 4    | 66    | Tom Eriksson            | Levé křídlo  |
| 1984 | 5    | 90    | Timo Lehkonen           | Brankář      |
| 1984 | 5    | 101   | Darin Sceviour          | Pravé křídlo |
| 1984 | 6    | 111   | Chris Clifford          | Brankář      |
| 1984 | 7    | 132   | Mike Stapleton          | Centr        |
| 1984 | 8    | 153   | Glenn Greenough         | Pravé křídlo |
| 1984 | 9    | 174   | Ralph DiFiori           | Obránce      |
| 1984 | 10   | 194   | Joakim Persson          | Obránce      |
| 1984 | 11   | 215   | Bill Brown              | Centr        |
| 1984 | 11   | 224   | David Mackey            | Levé křídlo  |
| 1984 | 12   | 235   | Dan Williams            | Obránce      |
| 1985 | 1    | 11    | Dave Manson             | Obránce      |
| 1985 | 3    | 53    | Andy Helmuth            | Brankář      |
| 1985 | 4    | 74    | Dan Vincelette          | Levé křídlo  |
| 1985 | 5    | 87    | Rick Herbert            | Obránce      |
| 1985 | 5    | 95    | Brad Belland            | Centr        |
| 1985 | 6    | 116   | Jonas Heed              | Obránce      |
| 1985 | 7    | 137   | Victor Posa             | Obránce      |
| 1985 | 8    | 158   | John Reid               | Obránce      |
| 1985 | 9    | 179   | Richard Laplante        | Centr        |
| 1985 | 10   | 200   | Brad Hamilton           | Obránce      |
| 1985 | 11   | 221   | Ian Pound               | Obránce      |
| 1985 | 12   | 242   | Richard Braccia         | Levé křídlo  |
| 1986 | 1    | 14    | Everett Sanipass        | Levé křídlo  |
| 1986 | 2    | 35    | Mark Kurzawski          | Obránce      |
| 1986 | 4    | 77    | František Kučera        | Obránce      |
| 1986 | 5    | 98    | Lonnie Loach            | Levé křídlo  |
| 1986 | 6    | 119   | Mario Doyon             | Obránce      |
| 1986 | 7    | 140   | Mike Hudson             | Centr        |
| 1986 | 8    | 161   | Marty Nanne             | Pravé křídlo |
| 1986 | 9    | 182   | Geoff Benic             | Levé křídlo  |
| 1986 | 10   | 203   | Glenn Lowes             | Levé křídlo  |
| 1986 | 11   | 224   | Chris Thayer            | Centr        |
| 1986 | 12   | 245   | Sean Williams           | Centr        |
| 1987 | 1    | 8     | Jimmy Waite             | Brankář      |
| 1987 | 2    | 29    | Ryan McGill             | Obránce      |
| 1987 | 3    | 50    | Cam Russell             | Obránce      |
| 1987 | 3    | 60    | Mike Dagenais           | Obránce      |
| 1987 | 5    | 92    | Ulf Sandström           | Pravé křídlo |
| 1987 | 6    | 113   | Mike McCormick          | Pravé křídlo |
| 1987 | 7    | 134   | Stephen Tepper          | Pravé křídlo |
| 1987 | 8    | 155   | John Reilly             | Levé křídlo  |
| 1987 | 9    | 176   | Lance Werness           | Pravé křídlo |
| 1987 | 10   | 197   | Dale Marquette          | Levé křídlo  |
| 1987 | 11   | 218   | Bill LaCouture          | Pravé křídlo |
| 1987 | 12   | 239   | Mike Lappin             | Centr        |
| 1988 | 1    | 8     | Jeremy Roenick          | Centr        |
| 1988 | 3    | 50    | Trevor Dam              | Pravé křídlo |
| 1988 | 4    | 71    | Stefan Elvenes          | Pravé křídlo |
| 1988 | 5    | 92    | Joe Cleary              | Obránce      |
| 1988 | 6    | 113   | Justin Lafayette        | Centr        |
| 1988 | 7    | 134   | Craig Woodcroft         | Centr        |
| 1988 | 8    | 155   | Jon Pojar               | Levé křídlo  |
| 1988 | 9    | 176   | Matt Hentges            | Obránce      |
| 1988 | 10   | 197   | Daniel Maurice          | Centr        |
| 1988 | 11   | 218   | Dirk Tenzer             | Obránce      |
| 1988 | 12   | 239   | Andreas Lupzig          | Centr        |
| 1989 | 1    | 6     | Adam Bennett            | Obránce      |
| 1989 | 2    | 27    | Mike Speer              | Obránce      |
| 1989 | 3    | 48    | Bob Kellogg             | Obránce      |
| 1989 | 6    | 111   | Tommi Pullola           | Levé křídlo  |
| 1989 | 7    | 132   | Tracy Egeland           | Pravé křídlo |
| 1989 | 8    | 153   | Milan Tichý             | Obránce      |
| 1989 | 9    | 174   | Jason Greyerbiehl       | Levé křídlo  |
| 1989 | 10   | 195   | Matt Saunders           | Levé křídlo  |
| 1989 | 11   | 216   | Mike Kozak              | Pravé křídlo |
| 1989 | 12   | 237   | Mike Doneghey           | Brankář      |
| 1990 | 1    | 16    | Karl Dykhuis            | Obránce      |
| 1990 | 2    | 37    | Ivan Droppa             | Obránce      |
| 1990 | 4    | 79    | Chris Tucker            | Centr        |
| 1990 | 6    | 121   | Brent Stickney          | Centr        |
| 1990 | 6    | 124   | Derek Edgerly           | Centr        |
| 1990 | 8    | 163   | Hugo Belanger           | Levé křídlo  |
| 1990 | 9    | 184   | Owen Lessard            | Levé křídlo  |
| 1990 | 10   | 205   | Erik Peterson           | Centr        |
| 1990 | 11   | 226   | Steve Dubinsky          | Centr        |
| 1990 | 12   | 247   | Dino Grossi             | Útočník      |
| 1991 | 1    | 22    | Dean McAmmond           | Levé křídlo  |
| 1991 | 2    | 39    | Mike Pomichter          | Levé křídlo  |
| 1991 | 2    | 44    | Jamie Matthews          | Centr        |
| 1991 | 3    | 66    | Bobby House             | Pravé křídlo |
| 1991 | 4    | 71    | Igor Kravčuk            | Obránce      |
| 1991 | 4    | 88    | Zac Boyer               | Pravé křídlo |
| 1991 | 5    | 110   | Maco Balkovec           | Obránce      |
| 1991 | 6    | 112   | Kevin St. Jacques       | Centr        |
| 1991 | 6    | 132   | Jacques Auger           | Obránce      |
| 1991 | 7    | 154   | Scott Kirton            | Pravé křídlo |
| 1991 | 8    | 176   | Roch Belley             | Brankář      |
| 1991 | 9    | 198   | Scott MacDonald         | Obránce      |
| 1991 | 10   | 220   | Alexandr Andrijevskij   | Pravé křídlo |
| 1991 | 11   | 242   | Mike Larkin             | Obránce      |
| 1991 | 12   | 264   | Scott Dean              | Obránce      |
| 1992 | 1    | 12    | Sergej Krivokrasov      | Pravé křídlo |
| 1992 | 2    | 36    | Jeff Shantz             | Centr        |
| 1992 | 2    | 41    | Sergej Klimovič         | Centr        |
| 1992 | 4    | 89    | Andy MacIntyre          | Levé křídlo  |
| 1992 | 5    | 113   | Tim Hogan               | Obránce      |
| 1992 | 6    | 137   | Gerry Skrypec           | Obránce      |
| 1992 | 7    | 161   | Mike Prokopec           | Pravé křídlo |
| 1992 | 8    | 185   | Layne Roland            | Pravé křídlo |
| 1992 | 9    | 209   | David Hymovitz          | Levé křídlo  |
| 1992 | 10   | 233   | Richard Raymond         | Obránce      |
| 1993 | 1    | 24    | Éric Lecompte           | Levé křídlo  |
| 1993 | 2    | 50    | Eric Manlow             | Centr        |
| 1993 | 3    | 54    | Bogdan Savenko          | Pravé křídlo |
| 1993 | 3    | 76    | Ryan Huska              | Centr        |
| 1993 | 4    | 90    | Éric Dazé               | Levé křídlo  |
| 1993 | 4    | 102   | Patrick Pysz            | Pravé křídlo |
| 1993 | 5    | 128   | Jonni Vauhkonen         | Pravé křídlo |
| 1993 | 7    | 180   | Tom White               | Levé křídlo  |
| 1993 | 8    | 206   | Sergej Petrov           | Pravé křídlo |
| 1993 | 9    | 232   | Mike Rusk               | Obránce      |
| 1993 | 10   | 258   | Mike McGhan             | Levé křídlo  |
| 1993 | 11   | 284   | Tom Noble               | Brankář      |
| 1994 | 1    | 14    | Ethan Moreau            | Levé křídlo  |
| 1994 | 2    | 40    | Jean-Yves Leroux        | Levé křídlo  |
| 1994 | 4    | 85    | Steve McLaren           | Levé křídlo  |
| 1994 | 5    | 118   | Marc Dupuis             | Obránce      |
| 1994 | 6    | 144   | Jim Ensom               | Levé křídlo  |
| 1994 | 7    | 170   | Tyler Prosofsky         | Pravé křídlo |
| 1995 | 1    | 19    | Dmitrij Nabokov         | Pravé křídlo |
| 1995 | 2    | 45    | Christian Laflamme      | Obránce      |
| 1995 | 3    | 71    | Kevin McKay             | Obránce      |
| 1995 | 4    | 82    | Chris Van Dyk           | Obránce      |
| 1995 | 4    | 97    | Pavel Kříž              | Obránce      |
| 1995 | 6    | 146   | Marc Magliarditi        | Brankář      |
| 1995 | 6    | 149   | Marty Wilford           | Obránce      |
| 1995 | 7    | 175   | Steve Tardif            | Centr        |
| 1995 | 8    | 201   | Casey Hankinson         | Pravé křídlo |
| 1995 | 9    | 227   | Michael Pittman         | Pravé křídlo |
| 1996 | 2    | 31    | Rémi Royer              | Obránce      |
| 1996 | 2    | 42    | Jeff Paul               | Obránce      |
| 1996 | 2    | 46    | Geoff Peters            | Centr        |
| 1996 | 5    | 130   | Andy Johnson            | Obránce      |
| 1996 | 7    | 184   | Mike Vellinga           | Obránce      |
| 1996 | 8    | 210   | Chris Twerdun           | Obránce      |
| 1996 | 9    | 236   | Andrej Kozjrev          | Obránce      |
| 1997 | 1    | 13    | Daniel Cleary           | Levé křídlo  |
| 1997 | 1    | 16    | Ty Jones                | Levé křídlo  |
| 1997 | 2    | 39    | Jeremy Reich            | Levé křídlo  |
| 1997 | 3    | 67    | Michael Souza           | Levé křídlo  |
| 1997 | 5    | 110   | Ben Simon               | Centr        |
| 1997 | 5    | 120   | Pete Gardiner           | Pravé křídlo |
| 1997 | 5    | 130   | Kyle Calder             | Levé křídlo  |
| 1997 | 6    | 147   | Heath Gordon            | Levé křídlo  |
| 1997 | 7    | 174   | Jared Smith             | Obránce      |
| 1997 | 8    | 204   | Sergej Šichanov         | Pravé křídlo |
| 1997 | 9    | 230   | Chris Feil              | Obránce      |
| 1998 | 1    | 8     | Mark Bell               | Levé křídlo  |
| 1998 | 4    | 94    | Matthias Trattnig       | Centr        |
| 1998 | 6    | 156   | Kent Huskins            | Obránce      |
| 1998 | 6    | 158   | Jari Viuhkola           | Centr        |
| 1998 | 6    | 166   | Jonathan Pelletier      | Brankář      |
| 1998 | 7    | 183   | Tyler Arnason           | Centr        |
| 1998 | 8    | 210   | Sean Griffin            | Obránce      |
| 1998 | 9    | 238   | Alexandre Couture       | Levé křídlo  |
| 1998 | 9    | 240   | Andrej Jeršov           | Obránce      |
| 1999 | 1    | 23    | Steve McCarthy          | Levé křídlo  |
| 1999 | 2    | 46    | Dmitrij Levinskij       | Levé křídlo  |
| 1999 | 2    | 63    | Štěpán Mochov           | Obránce      |
| 1999 | 5    | 134   | Michael Jacobsen        | Obránce      |
| 1999 | 6    | 165   | Michael Leighton        | Brankář      |
| 1999 | 7    | 194   | Mattias Wennerberg      | Centr        |
| 1999 | 7    | 195   | Yorick Treille          | Pravé křídlo |
| 1999 | 8    | 223   | Andrew Carver           | Obránce      |
| 2000 | 1    | 10    | Michail Jakubov         | Centr        |
| 2000 | 1    | 11    | Pavel Vorobjov          | Pravé křídlo |
| 2000 | 2    | 49    | Jonas Nordquist         | Centr        |
| 2000 | 3    | 74    | Igor Radulov            | Levé křídlo  |
| 2000 | 4    | 106   | Scotty Balan            | Obránce      |
| 2000 | 4    | 117   | Olli Malmivaara         | Obránce      |
| 2000 | 5    | 151   | Alexandr Barkunov       | Obránce      |
| 2000 | 6    | 177   | Mike Ayers              | Brankář      |
| 2000 | 6    | 193   | Joey Martin             | Obránce      |
| 2000 | 7    | 207   | Cliff Loya              | Obránce      |
| 2000 | 7    | 225   | Vladislav Lučkin        | Centr        |
| 2000 | 8    | 240   | Adam Berkhoel           | Brankář      |
| 2000 | 9    | 262   | Peter Flache            | Centr        |
| 2000 | 9    | 271   | Reto von Arx            | Levé křídlo  |
| 2000 | 9    | 291   | Arne Ramholt            | Obránce      |
| 2001 | 1    | 9     | Tuomo Ruutu             | Levé křídlo  |
| 2001 | 1    | 29    | Adam Munro              | Brankář      |
| 2001 | 2    | 59    | Matt Keith              | Centr        |
| 2001 | 3    | 73    | Vraig Anderson          | Brankář      |
| 2001 | 4    | 104   | Brent MacLellan         | Obránce      |
| 2001 | 4    | 115   | Vladimir Gusev          | Obránce      |
| 2001 | 4    | 119   | Alexej Zotkin           | Levé křídlo  |
| 2001 | 5    | 142   | Tommi Jaminki           | Pravé křídlo |
| 2001 | 6    | 174   | Alexandr Golovin        | Levé křídlo  |
| 2001 | 6    | 186   | Petr Punčochář          | Obránce      |
| 2001 | 7    | 205   | Teemu Jaaskelainen      | Obránce      |
| 2001 | 7    | 216   | Oleg Minakov            | Centr        |
| 2001 | 9    | 268   | Jeff Miles              | Pravé křídlo |
| 2002 | 1    | 21    | Anton Babčuk            | Obránce      |
| 2002 | 2    | 54    | Duncan Keith            | Obránce      |
| 2002 | 3    | 93    | Alexander Kozhevnikov   | Útočník      |
| 2002 | 4    | 128   | Matt Ellison            | Centr        |
| 2002 | 5    | 156   | James Wisniewski        | Obránce      |
| 2002 | 6    | 188   | Kevin Kantee            | Obránce      |
| 2002 | 7    | 219   | Tyson Kellerman         | Brankář      |
| 2002 | 8    | 251   | Jason Kostadine         | Pravé křídlo |
| 2002 | 9    | 282   | Adam Burish             | Centr        |
| 2003 | 1    | 14    | Brent Seabrook          | Obránce      |
| 2003 | 2    | 52    | Corey Crawford          | Brankář      |
| 2003 | 2    | 59    | Michal Barinka          | Obránce      |
| 2003 | 5    | 151   | Lasse Kukkonen          | Obránce      |
| 2003 | 5    | 156   | Alexej Ivanov           | Levé křídlo  |
| 2003 | 6    | 181   | Johan A. Andersson      | Centr        |
| 2003 | 7    | 211   | Mike Brodeur            | Brankář      |
| 2003 | 8    | 245   | Dustin Byfuglien        | Obránce      |
| 2003 | 9    | 275   | Michael Grenzy          | Obránce      |
| 2003 | 9    | 282   | Chris Porter            | Levé křídlo  |
| 2004 | 1    | 3     | Cam Barker              | Obránce      |
| 2004 | 2    | 32    | Dave Bolland            | Centr        |
| 2004 | 2    | 41    | Bryan Bickell           | Levé křídlo  |
| 2004 | 2    | 45    | Ryan Garlock            | Centr        |
| 2004 | 2    | 54    | Jakub Šindel            | Centr        |
| 2004 | 3    | 68    | Adam Berti              | Levé křídlo  |
| 2004 | 4    | 120   | Mitch Maunu             | Obránce      |
| 2004 | 4    | 123   | Karel Hromas            | Levé křídlo  |
| 2004 | 5    | 131   | Trevor Kell             | Pravé křídlo |
| 2004 | 5    | 140   | Jake Dowell             | Centr        |
| 2004 | 6    | 165   | Scott McCulloch         | Levé křídlo  |
| 2004 | 7    | 196   | Petri Kontiola          | Centr        |
| 2004 | 7    | 214   | Troy Brouwer            | Levé křídlo  |
| 2004 | 7    | 223   | Jared Walker            | Levé křídlo  |
| 2004 | 8    | 229   | Eric Hunter             | Centr        |
| 2004 | 8    | 256   | Matthew Ford            | Pravé křídlo |
| 2004 | 9    | 260   | Marko Anttila           | Pravé křídlo |
| 2005 | 1    | 7     | Jack Skille             | Pravé křídlo |
| 2005 | 2    | 43    | Mike Blunden            | Pravé křídlo |
| 2005 | 2    | 54    | Dan Bertram             | Pravé křídlo |
| 2005 | 3    | 68    | Evan Brophey            | Pravé křídlo |
| 2005 | 4    | 108   | Niklas Hjalmarsson      | Obránce      |
| 2005 | 4    | 113   | Nathan Davis            | Centr        |
| 2005 | 4    | 117   | Denis Istomin           | Centr        |
| 2005 | 5    | 134   | Brennan Turner          | Obránce      |
| 2005 | 6    | 167   | Joe Fallon              | Brankář      |
| 2005 | 6    | 188   | Joe Charlebois          | Obránce      |
| 2005 | 7    | 203   | Adam Hobson             | Centr        |
| 2006 | 1    | 3     | Jonathan Toews          | Centr        |
| 2006 | 2    | 33    | Igor Makarov            | Pravé křídlo |
| 2006 | 2    | 61    | Simon Danis-Pepin       | Obránce      |
| 2006 | 3    | 76    | Tony Lagerström         | Centr        |
| 2006 | 4    | 95    | Ben Shutron             | Obránce      |
| 2006 | 4    | 96    | Joe Palmer              | Brankář      |
| 2006 | 6    | 156   | Jan-Mikael Juutilainen  | Centr        |
| 2006 | 6    | 169   | Chris Auger             | Centr        |
| 2006 | 7    | 186   | Peter LeBlanc           | Centr        |
| 2007 | 1    | 1     | Patrick Kane            | Pravé křídlo |
| 2007 | 2    | 38    | Bill Sweatt             | Pravé křídlo |
| 2007 | 2    | 56    | Akim Aliu               | Pravé křídlo |
| 2007 | 3    | 69    | Maxime Tanguay          | Centr        |
| 2007 | 3    | 86    | Josh Unice              | Brankář      |
| 2007 | 5    | 126   | Joe Lavin               | Obránce      |
| 2007 | 6    | 156   | Richard Greenop         | Pravé křídlo |
| 2008 | 1    | 11    | Kyle Beach              | Centr        |
| 2008 | 3    | 68    | Shawn Lalonde           | Obránce      |
| 2008 | 5    | 132   | Teigan Zahn             | Obránce      |
| 2008 | 6    | 162   | Jonathan Carlsson       | Obránce      |
| 2008 | 6    | 169   | Ben Smith               | Pravé křídlo |
| 2008 | 6    | 179   | Braden Birch            | Obránce      |
| 2008 | 7    | 192   | Joe Gleason             | Obránce      |
| 2009 | 1    | 28    | Dylan Olsen             | Obránce      |
| 2009 | 2    | 59    | Brandon Pirri           | Centr        |
| 2009 | 3    | 89    | Daniel Delisle          | Útočník      |
| 2009 | 4    | 119   | Byron Froese            | Centr        |
| 2009 | 5    | 149   | Marcus Krüger           | Centr        |
| 2009 | 6    | 177   | David Pacan             | Centr        |
| 2009 | 7    | 195   | Paul Phillips           | Obránce      |
| 2009 | 7    | 209   | David Gilbert           | Centr        |
| 2010 | 1    | 24    | Kevin Hayes             | Pravé křídlo |
| 2010 | 2    | 35    | Ludvig Rensfeldt        | Levé křídlo  |
| 2010 | 2    | 54    | Justin Holl             | Obránce      |
| 2010 | 2    | 58    | Kent Simpson            | Brankář      |
| 2010 | 2    | 60    | Stephen Johns           | Obránce      |
| 2010 | 3    | 90    | Joakim Nordström        | Obránce      |
| 2010 | 4    | 120   | Rob Flick               | Centr        |
| 2010 | 6    | 151   | Mirko Höfflin           | Centr        |
| 2010 | 6    | 180   | Nick Mattson            | Obránce      |
| 2010 | 7    | 191   | Mac Carruth             | Brankář      |
| 2011 | 1    | 18    | Mark McNeill            | Centr        |
| 2011 | 1    | 26    | Phillip Danault         | Levé křídlo  |
| 2011 | 2    | 36    | Adam Clendening         | Obránce      |
| 2011 | 2    | 43    | Brandon Saad            | Levé křídlo  |
| 2011 | 3    | 70    | Michael Paliotta        | Obránce      |
| 2011 | 3    | 79    | Klas Dahlbeck           | Obránce      |
| 2011 | 4    | 109   | Maxim Šalunov           | Pravé křídlo |
| 2011 | 5    | 139   | Andrew Shaw             | Centr        |
| 2011 | 6    | 169   | Sam Jardine             | Obránce      |
| 2011 | 7    | 199   | Alexander Broadhurst    | Centr        |
| 2011 | 7    | 211   | Johan Mattsson          | Brankář      |
| 2012 | 1    | 18    | Teuvo Teräväinen        | Pravé křídlo |
| 2012 | 2    | 48    | Dillon Fournier         | Pravé křídlo |
| 2012 | 3    | 79    | Chris Calnan            | Pravé křídlo |
| 2012 | 5    | 139   | Garret Ross             | Levé křídlo  |
| 2012 | 5    | 149   | Travis Brown            | Obránce      |
| 2012 | 6    | 169   | Vincent Hinostroza      | Centr        |
| 2012 | 7    | 191   | Brandon Whitney         | Brankář      |
| 2012 | 7    | 191   | Matt Tomkins            | Brankář      |